# Kalina jedlá
Kalina jedlá (Viburnum edule) je druh keře z čeledi kalinovité, pocházející z Kanady a severní části Spojených států amerických. Roste převážně v severských jehličnatých lesích. Jeho plody jsou jedlé i pro člověka.

## Popis

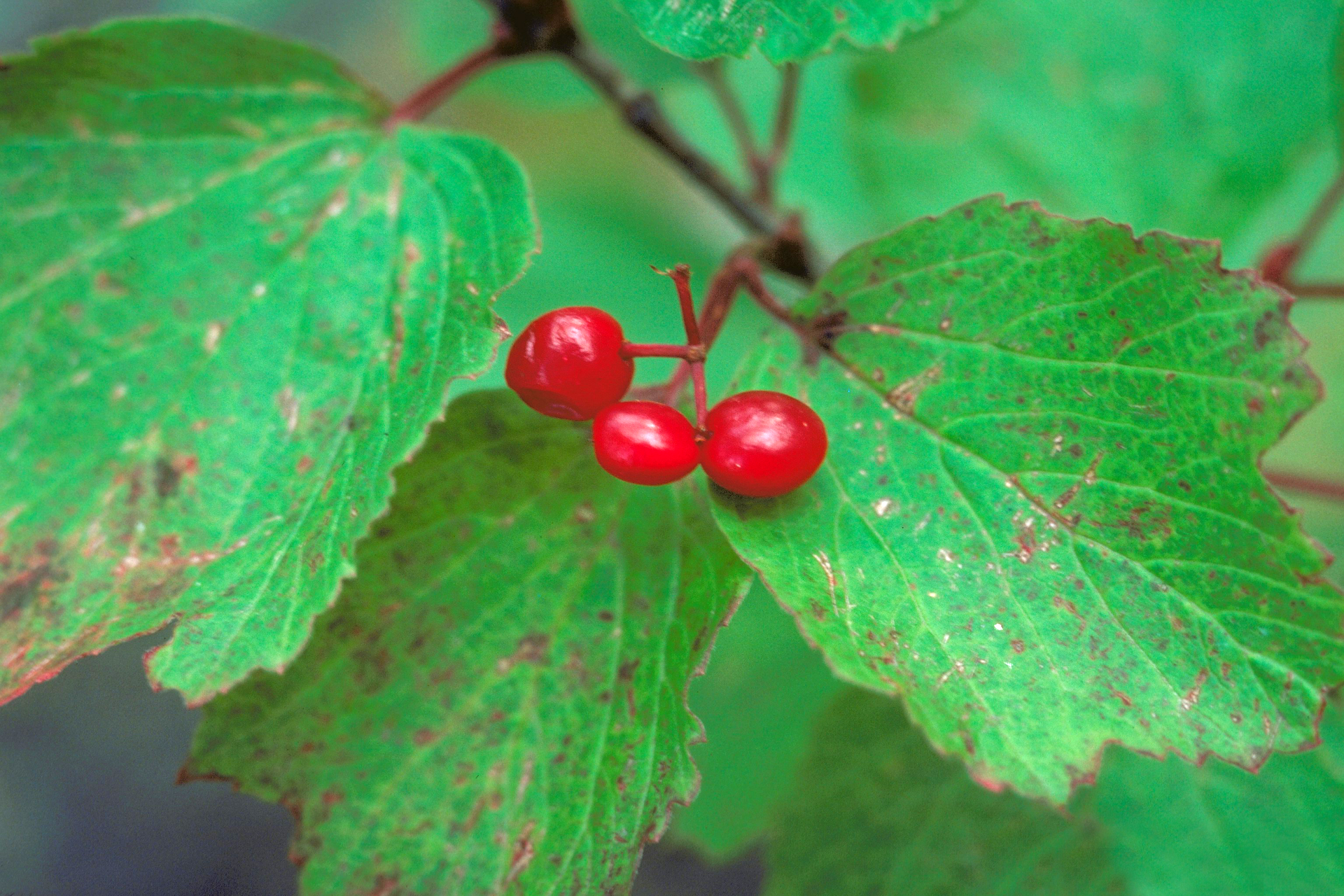
Detail plodů kaliny jedlé

Je to opadavý keř s mnoha kmínky a tenkými větvemi, dorůstající výšky 0,5–3,5 m. Listy jsou vstřícné, eliptické, 6–10 cm dlouhé, celistvé nebo mělce trojlaločnaté, na okraji zubatě pilovité; na podzim se zbarvují do červena. Jejich spodní strana je lysá, zejména podél žilek. Kůra je hladká a červenošedá, větvičky lysé.
Květy jsou uspořádány v malém, kompaktním, plochém nebo okrouhlém květenství o průměru 1–3 cm, které se skládá pouze z několika květů. Květy jsou oboupohlavné, všechny fertilní. Korunní lístky jsou bílé a srostlé v trubku, která se na vrcholu rozšiřuje v 5 laloků. Tyčinky jsou krátké (≤ 1 mm) a skryté v koruně. Plodem je červená nebo oranžová bobulovitá peckovice dozrávající až časně na jaře; je dlouhá 0,8–1,5 cm a obsahuje jednu zploštělou pecku. Jeden keř kaliny jedlé může poskytnout úrodu až 100 bobulí.

## Rozšíření a ekologie

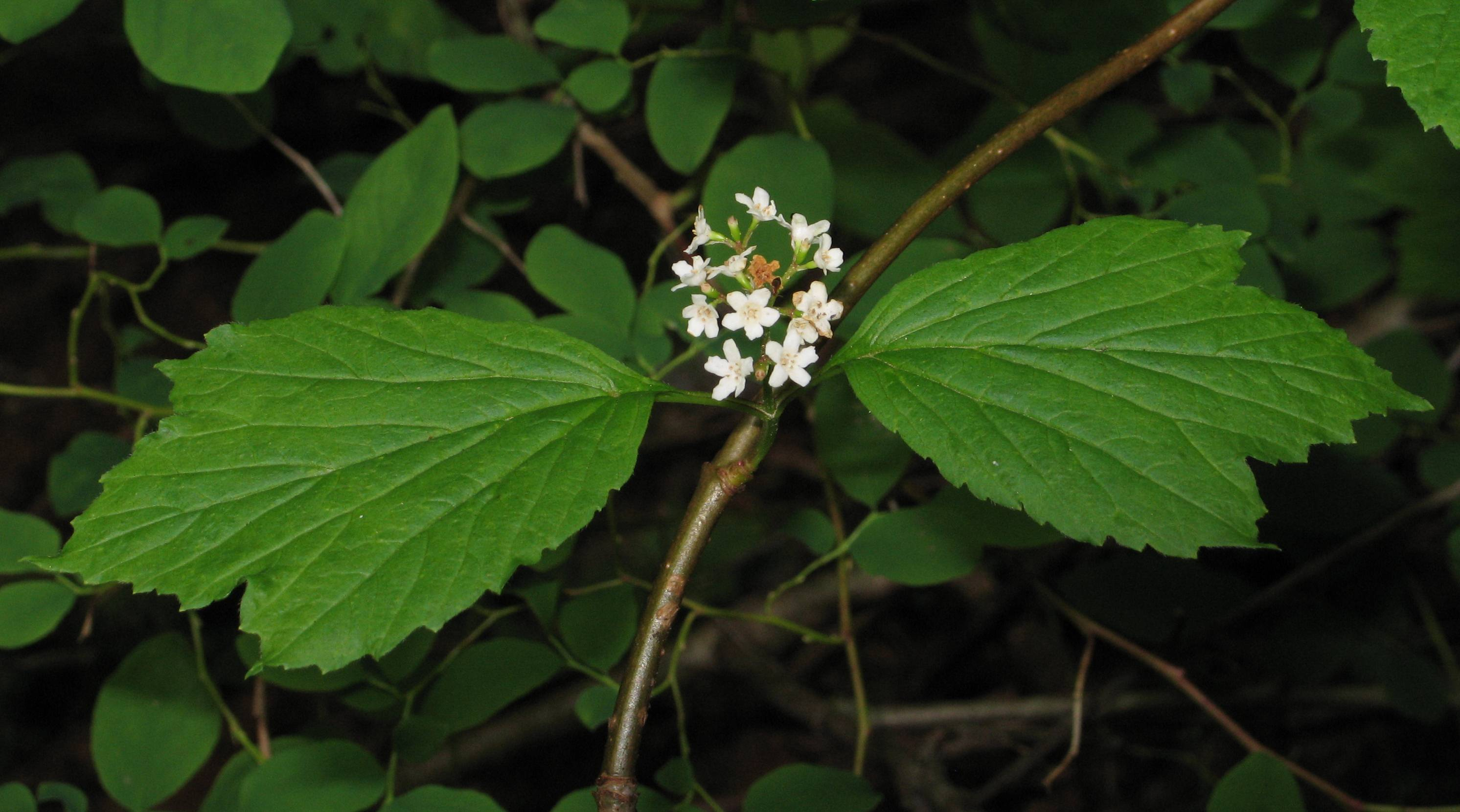
Květy

Kalina jedlá je rozšířena v převážné většině Kanady (zhruba po Yukon a západní Mackenzie District), na Aljašce a v severních státech USA, kde její areál sahá po Oregon, Idaho, Colorado, Minnesotu a Pensylvánii. Roste nejčastěji jako dominantní nebo kodominantní podrostová rostlina boreálních jehličnatých lesů, hojně například ve smrkové tajze se smrkem sivým (Picea glauca). Roste také v houštinách a křovinách podél mokřadů a vodních ploch a ve vyšších polohách na štěrkových lavicích. Preferuje vlhčí, ale dobře odvodněné aluviální půdy. Je také významným pionýrským druhem, který brzy zarůstá půdu po lesních požárech. Plody požírají mnozí ptáci a savci, kteří je pak prostřednictvím trusu šíří do okolí.

## Využití

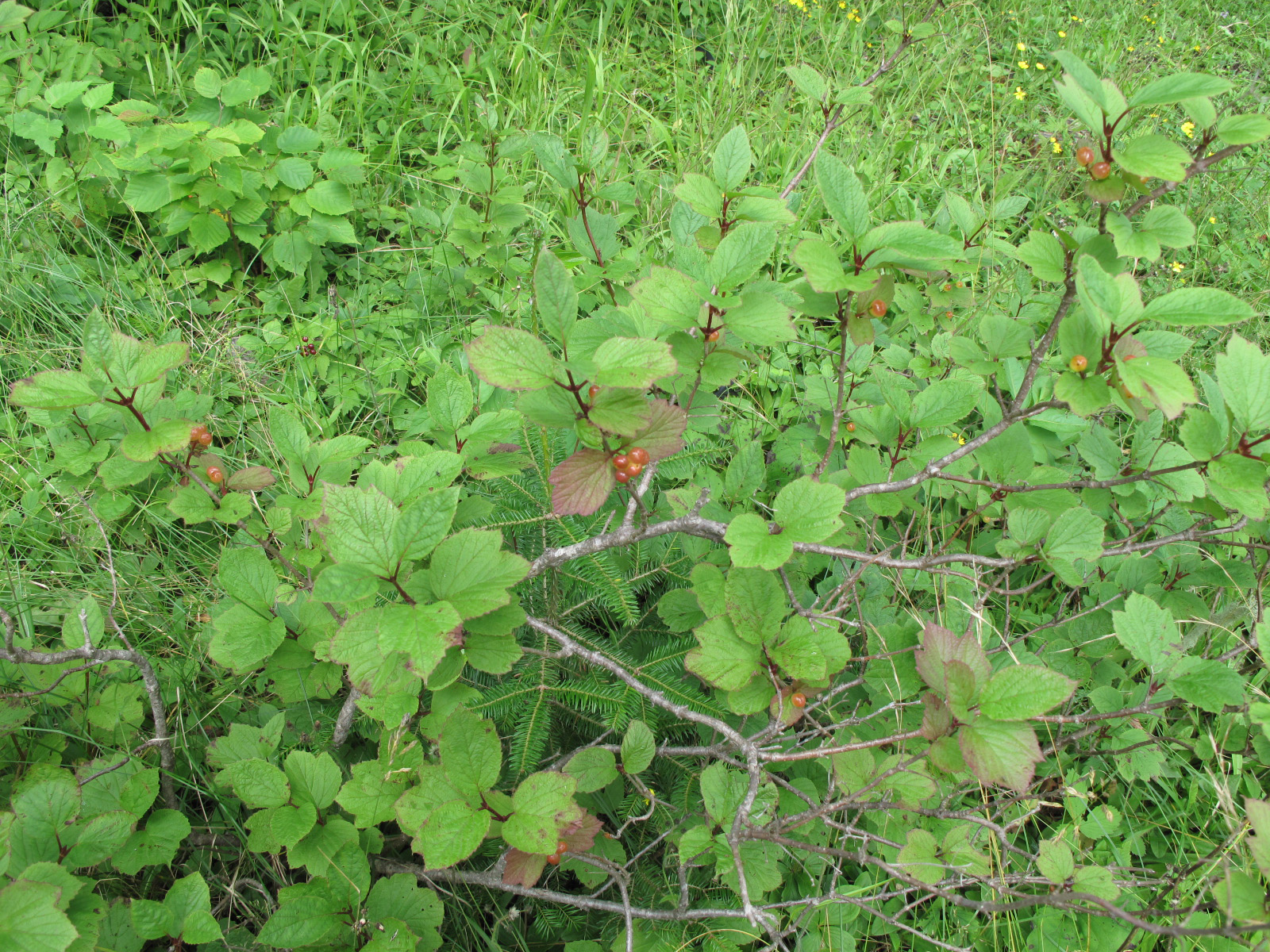
Habitus keře v přírodě

Natrpklé plody jsou jedlé i pro člověka. Běžně se konzumují čerstvé, lze je však použít i k přípravě potravin, jako jsou džemy a želé. Moderní výzkumy zjistily, že obsahují vysoké množství antioxidantů.
Kalinu jedlou tradičně používá či používala řada domorodých amerických národů. Několik skupin Prvních národů na severozápadním pobřeží Severní Ameriky rostlinu pro vysokou produkci plodů pěstuje a vysazuje v divokých lesních zahradách. Konzumace jejích plodů byla zmíněna v několika mýtech o původu Haidů, často byly zobrazovány jako jídlo, které se jedlo na hostinách nebo které konzumovaly nadpřirozené bytosti. Tradičním sběrem divokých plodů kaliny se zabývají také Inuité v Newfoundlandu a Labradoru.
Vícero částí rostliny se používá i v bylinářství. Z plodů lze připravit bylinné léky proti kašli, zatímco z kořenů se připravoval čaj, který ulevoval od bolesti zubů nebo bolesti v krku. Větvičky rostliny lze žvýkat nebo kloktat jako čaj, který rovněž léčí bolesti v krku. Vředy na rtech se léčily masáží rtů uzavřenými květními pupeny.